# فهرست دانشگاه‌های کرمانشاه
فهرست دانشگاه‌های کرمانشاه :
| نوع دانشگاه                  | نام | تأسیس                        | شمار دانشجویان       |
| ---------------------------- | --- | ---------------------------- | -------------------- |
| دولتی                        | دانشگاه رازی دانشگاه علوم پزشکی کرمانشاه دانشگاه صنعتی کرمانشاه دانشگاه فرهنگیان واحد کرمانشاه | ۱۳۵۱ ۱۳۴۴ ۱۳۸۶ ۱۳۹۰          | - ۳٬۵۰۰ -            |
| دانشگاه فنی و حرفه‌ای (دولتی) | دانشگاه فنی و حرفه‌ای واحد کرمانشاه آموزشکده فنی شماره ۲ پسران کرمانشاه آموزشکده فنی دختران کرمانشاه آموزشکده فنی و حرفه‌ای سما واحد کرمانشاه                                                                      | ۱۳۴۶ ۱۳۷۲- -                 | ۷٫۳۳۷ -              |
| آزاد                         | دانشگاه آزاد اسلامی واحد کرمانشاه و استان کرمانشاه | ۱۳۶۷                         | ۱۴٬۰۰۰               |
| حوزه علمیه                   | مدرسه و حوزه علمیه امام صادق حوزه علمیه امام خمینی کرمانشاه حوزه علمیه حاج شهباز خان | -                            | -                    |
| غیر دولتی                    | دانشگاه پیام نور کرمانشاه دانشگاه جامع علمی کاربردی واحد استان کرمانشاه جهاد دانشگاهی کرمانشاه مؤسسهٔ آموزش عالی زاگرس مؤسسۀ آموزش عالی شهید رضایی مؤسسۀ آموزش عالی کبیر غرب مؤسسۀ آموزش عالی گنجینۀ هنر و معماری | ۱۳۷۷ ۱۳۷۳ ۱۳۸۵ ۱۳۸۷ - ۱۳۹۱ - | ۱۲٬۰۰۰ ۸٬۵۰۰ ۲٬۵۰۰ - |